# Campeonato Argentino de Futebol de 2023 – Segunda Divisão
A Segunda Divisão do Campeonato Argentino de Futebol de 2023, também conhecida como Primera Nacional de 2023 e oficialmente como Campeonato de Primera Nacional 2023, é a 39.ª edição da Primera Nacional (antiga Primera B Nacional), campeonato de clubes equivalente à segunda divisão profissional do futebol argentino (a 5.ª como "Primera Nacional"). O certame é organizado pela Associação do Futebol Argentino (AFA), entidade máxima do futebol na Argentina.
Começou em 3 de fevereiro e terminará em dezembro de 2023. Trinta e sete equipes competem na liga: trinta e três que permanceram da temporada de 2022, dois que foram rebaixados da Liga Profissional de 2022 (Aldosivi e Patronato), um promovido da Primera B de 2022 (Defensores Unidos) e um do Torneo Federal A de 2022 (Racing de Córdoba).
Em 29 de outubro, no estádio Mario Kempes, em Córdoba, o Independiente Rivadavia sagrou-se campeão da segunda divisão de 2023. Com gols de Brian Sánchez, que acabou sendo expulso, e de Victorio Ramis, o Lepra [apelido do clube], de Mendoza, derrotou o Almirante Brown por 2–0 na final e disputará a Liga Profissional de 2024.

## Regulamento
Para esta temporada, a competição é disputada num formato semelhante ao utilizado na temporada de 2021, com as trinta e sete equipas participantes divididas em duas zonas, uma de 19 equipes e outra de 18 equipes, onde jogam entre si dentro de seu grupo duas vezes: uma em casa e outra fora, com uma equipe da Zona A folgando a cada rodada. Nenhuma jornada interzonal ou derby será disputada, e times da mesma cidade foram sorteados em zonas diferentes. Os vencedores de ambas as zonas jogarão uma partida final em campo neutro para decidir o primeiro time promovido à Liga Profissional para a temporada de 2024, enquanto as equipes classificadas do segundo ao oitavo lugar em cada zona jogarão um torneio eliminatório (Torneo Reducido) para a segundo vaga de promoção junto com o perdedor da final. As equipes que terminarem na última posição de cada zona serão rebaixadas no final da temporada.
O sorteio para decidir os jogos da temporada foi realizado em 29 de dezembro de 2022 na sede da Associação do Futebol Argentino em Ezeiza.

## Participantes
| Equipe                  | Cidade                | Região                           | Estádio (mando)                     |
| ----------------------- | --------------------- | -------------------------------- | ----------------------------------- |
| Agropecuario Argentino  | Carlos Casares        | Província de Buenos Aires        | Ofelia Rosenzuaig                   |
| Aldosivi                | Mar del Plata         | Província de Buenos Aires        | José María Minella                  |
| All Boys                | Buenos Aires          | Cidade Autônoma de Buenos Aires  | Islas Malvinas                      |
| Almagro                 | José Ingenieros       | Província de Buenos Aires        | Tres de Febrero                     |
| Almirante Brown         | Isidro Casanova       | Província de Buenos Aires        | Fragata Presidente Sarmiento        |
| Alvarado                | Mar del Plata         | Província de Buenos Aires        | José María Minella                  |
| Atlanta                 | Buenos Aires          | Cidade Autônoma de Buenos Aires  | Don León Kolbowsky                  |
| Atlético de Rafaela     | Rafaela               | Província de Santa Fé            | Nuevo Monumental                    |
| Brown                   | Adrogué               | Província de Buenos Aires        | Lorenzo Arandilla                   |
| Chacarita Juniors       | Buenos Aires          | Província de Buenos Aires        | Chacarita Juniors                   |
| Chaco For Ever          | Resistência (Chaco)   | Província del Chaco              | Juan Alberto García                 |
| Defensores de Belgrano  | Buenos Aires          | Cidade Autônoma de Buenos Aires  | Juan Pasquale                       |
| Defensores Unidos       | Zárate                | Província de Buenos Aires        | Gigante de Villa Fox                |
| Deportivo Madryn        | Puerto Madryn         | Província del Chubut             | Abel Sastre                         |
| Deportivo Maipú         | Maipú                 | Província de Mendoza             | Omar Higinio Sperdutti              |
| Deportivo Morón         | Morón                 | Província de Buenos Aires        | Nuevo Francisco Urbano              |
| Deportivo Riestra       | Buenos Aires          | Cidade Autônoma de Buenos Aires  | Guillermo Laza                      |
| Estudiantes (BA)        | Caseros               | Província de Buenos Aires        | Ciudad de Caseros                   |
| Estudiantes (RC)        | Río Cuarto            | Província de Córdoba             | Antonio Candini                     |
| Ferro Carril Oeste      | Buenos Aires          | Cidade Autônoma de Buenos Aires  | Arquitecto Ricardo Etcheverry       |
| Flandria                | José María Jáuregui   | Província de Buenos Aires        | Carlos V                            |
| Gimnasia y Esgrima (J)  | San Salvador de Jujuy | Província de Jujuy               | 23 de Agosto                        |
| Gimnasia y Esgrima (M)  | Mendoza               | Província de Mendoza             | Víctor Antonio Legrotaglie          |
| Güemes                  | Santiago del Estero   | Província de Santiago del Estero | Arturo Miranda                      |
| Guillermo Brown         | Puerto Madryn         | Província del Chubut             | Raúl Conti                          |
| Independiente Rivadavia | Mendoza               | Província de Mendoza             | Bautista Gargantini                 |
| Mitre                   | Santiago del Estero   | Província de Santiago del Estero | Doctores José y Antonio Castiglione |
| Nueva Chicago           | Buenos Aires          | Cidade Autônoma de Buenos Aires  | Nueva Chicago                       |
| Patronato               | Paraná                | Província de Entre Ríos          | Presbítero Bartolomé Grella         |
| Quilmes                 | Quilmes               | Província de Buenos Aires        | Centenario Ciudad de Quilmes        |
| Racing (C)              | Córdoba               | Província de Córdoba             | Miguel Sancho                       |
| San Martín (SJ)         | San Juan              | Província de San Juan            | Ingeniero Hilario Sánchez           |
| San Martín (T)          | San Miguel de Tucumán | Província de Tucumán             | La Ciudadela                        |
| San Telmo               | Dock Sud              | Província de Buenos Aires        | Doctor Osvaldo Baletto              |
| Temperley               | Turdera               | Província de Buenos Aires        | Alfredo Beranger                    |
| Tristán Suárez          | Tristán Suárez        | Província de Buenos Aires        | 20 de Octubre                       |
| Villa Dálmine           | Campana               | Província de Buenos Aires        | El Coliseo de Mitre y Puccini       |

| Fonte: AFA (em castelhano) e Soccerway. |

## Fase de grupos

### Grupo A
- Atualizada em 16 de outubro de 2023.

| Pos | Equipes                | Pts | J  | V  | E  | D  | GP | GC | SG  |
| --- | ---------------------- | --- | -- | -- | -- | -- | -- | -- | --- |
| 1º  | Almirante Brown        | 61  | 36 | 17 | 10 | 9  | 36 | 30 | 6   |
| 2º  | Agropecuario Argentino | 59  | 36 | 17 | 8  | 11 | 46 | 36 | 10  |
| 3º  | San Martín (T)         | 56  | 36 | 15 | 11 | 10 | 38 | 24 | 14  |
| 4º  | Estudiantes (RC)       | 55  | 36 | 16 | 7  | 13 | 34 | 32 | 2   |
| 5º  | Defensores de Belgrano | 53  | 36 | 15 | 8  | 13 | 44 | 35 | 9   |
| 6º  | Gimnasia y Esgrima (M) | 53  | 36 | 13 | 14 | 9  | 45 | 37 | 8   |
| 7º  | San Martín (SJ)        | 53  | 36 | 14 | 11 | 11 | 44 | 38 | 6   |
| 8º  | Temperley              | 53  | 36 | 13 | 14 | 9  | 42 | 38 | 4   |
| 9º  | Güemes (SdE)           | 53  | 36 | 13 | 14 | 9  | 37 | 34 | 3   |
| 10º | Deportivo Morón        | 53  | 36 | 14 | 11 | 11 | 38 | 37 | 1   |
| 11º | Nueva Chicago          | 52  | 36 | 13 | 13 | 10 | 34 | 25 | 9   |
| 12º | Defensores Unidos      | 47  | 36 | 12 | 11 | 13 | 30 | 31 | −1  |
| 13º | Alvarado               | 44  | 36 | 10 | 14 | 12 | 35 | 40 | −5  |
| 14º | Patronato              | 42  | 36 | 11 | 9  | 16 | 39 | 44 | −5  |
| 15º | All Boys               | 42  | 36 | 10 | 12 | 14 | 31 | 40 | −9  |
| 16º | Guillermo Brown        | 38  | 36 | 10 | 11 | 15 | 35 | 42 | −7  |
| 17º | Almagro                | 37  | 36 | 9  | 10 | 17 | 26 | 36 | −10 |
| 17º | San Telmo              | 37  | 36 | 10 | 7  | 19 | 40 | 52 | −12 |
| 19º | Flandria               | 34  | 36 | 9  | 7  | 20 | 33 | 56 | −23 |

|  | 0Classificado para a final do campeonato e para a Copa da Argentina de 2024              |
|  | 0Classificados para o "mata-mata" pelo segundo acesso e para a Copa da Argentina de 2024 |
|  | 0Rebaixado para a terceira divisão de 2024                                               |

| Fonte: Soccerway — AFA — ESPN — TyC Sports — Olé — GOAL — Solo Ascenso — Promiedos — Mundo Ascenso |

| Nota: |
| 1.    |

### Grupo B
- Atualizada: 15 de outubro de 2023.

| Pos | Equipes                 | Pts | J  | V  | E  | D  | GP | GC | SG  |
| --- | ----------------------- | --- | -- | -- | -- | -- | -- | -- | --- |
| 1º  | Independiente Rivadavia | 68  | 34 | 20 | 8  | 6  | 51 | 33 | 18  |
| 2º  | Chacarita Juniors       | 67  | 34 | 18 | 13 | 3  | 48 | 23 | 25  |
| 3º  | Deportivo Maipú         | 63  | 34 | 19 | 6  | 9  | 46 | 31 | 15  |
| 4º  | Quilmes                 | 53  | 34 | 15 | 8  | 11 | 44 | 31 | 13  |
| 5º  | Atlético de Rafaela     | 53  | 34 | 14 | 11 | 9  | 38 | 31 | 7   |
| 6º  | Mitre (SdE)             | 52  | 34 | 15 | 7  | 12 | 38 | 37 | 1   |
| 7º  | Deportivo Riestra       | 50  | 34 | 12 | 14 | 8  | 40 | 34 | 6   |
| 8º  | Ferro Carril Oeste      | 49  | 34 | 13 | 10 | 11 | 45 | 37 | 8   |
| 9º  | Brown de Adrogué        | 47  | 34 | 11 | 14 | 9  | 34 | 31 | 3   |
| 10º | Gimnasia y Esgrima (J)  | 44  | 34 | 13 | 5  | 16 | 36 | 40 | −4  |
| 11º | Deportivo Madryn        | 43  | 34 | 10 | 13 | 11 | 28 | 28 | 0   |
| 12º | Racing (C)              | 41  | 34 | 10 | 11 | 13 | 44 | 43 | 1   |
| 13º | Chaco For Ever          | 40  | 34 | 11 | 7  | 16 | 30 | 43 | −13 |
| 14º | Estudiantes (BA)        | 36  | 34 | 8  | 12 | 14 | 31 | 38 | −7  |
| 15º | Atlanta                 | 35  | 34 | 8  | 11 | 15 | 33 | 41 | −8  |
| 16º | Aldosivi                | 35  | 34 | 8  | 11 | 15 | 33 | 44 | −11 |
| 17º | Tristán Suárez          | 34  | 34 | 8  | 10 | 16 | 36 | 53 | −17 |
| 18º | Villa Dálmine           | 20  | 34 | 5  | 5  | 24 | 21 | 56 | −35 |

|  | 0Classificado para a final do campeonato e para a Copa da Argentina de 2024              |
|  | 0Classificados para o "mata-mata" pelo segundo acesso e para a Copa da Argentina de 2024 |
|  | 0Classificado para o "mata-mata" pelo segundo acesso                                     |
|  | 0Rebaixado para a terceira divisão de 2024                                               |

| Fonte: Soccerway — AFA — ESPN — TyC Sports — Olé — GOAL — Solo Ascenso — Promiedos — Mundo Ascenso |

## Fase final

### Final pelo título e pelo primeiro acesso àPrimera División
| \| 29 de agosto \| Almirante Brown \| 0 — 2 (pro.) \| Independiente Rivadavia \| Córdoba \| \| \| 18:00 (UTC−3) \| \| Relatório \| - Braian Sánchez 114' - Victorio Ramis 118' \| Estádio: Mario Alberto Kempes Árbitro: Nicolás Ramírez \| \| |                 |              |                                             |                                                        |  |
| 29 de agosto | Almirante Brown | 0 — 2 (pro.) | Independiente Rivadavia                     | Córdoba                                                |  |
| 18:00 (UTC−3) |                 | Relatório    | - Braian Sánchez 114' - Victorio Ramis 118' | Estádio: Mario Alberto Kempes Árbitro: Nicolás Ramírez |  |

## Fase eliminatória

### Primera fase doTorneo"Reducido" pelo segundo acesso àPrimera División
| 27 de agosto Chave 3 | San Martín (T) | 0 — 1     | Deportivo Riestra   | São Miguel de Tucumã                          |  |
| 21:30 (UTC−3)        |                | Relatório | - Lázaro Romero 33' | Estádio: La Ciudadela Árbitro: Diego Ceballos |  |

| 28 de agosto Chave 2 | Chacarita Juniors         | 1 — 2     | Temperley                                | Villa Maipú                                 |  |
| 17:30 (UTC−3)        | - Exequiel Beltramone 12' | Relatório | - Adrián Arregui 24' - Luciano Nieto 49' | Estádio: 18 de Julio Árbitro: Mario Ejarque |  |

| 28 de agosto Chave 1 | Agropecuario Argentino | 0 — 2     | Ferro Carril Oeste                       | Carlos Casares                                    |  |
| 18:00 (UTC−3)        |                        | Relatório | - Alexander Díaz 18' - Claudio Mosca 84' | Estádio: Ofelia Rosenzuaig Árbitro: Pablo Giménez |  |

| 29 de agosto Chave 4 | Deportivo Maipú        | 1 — 0     | San Martín (SJ) | Maipú                                                    |  |
| 16:00 (UTC−3)        | - Nicolás Agorreca 25' | Relatório |                 | Estádio: Omar Higinio Sperdutti Árbitro: Fabricio Llobet |  |

| 29 de agosto Chave 5 | Estudiantes (RC) | 1 — 0     | Mitre (SdE) | Río Cuarto                                    |  |
| 19:00 (UTC−3)        | - Luis Silba 6'  | Relatório |             | Estádio: Antonio Candini Árbitro: Nelson Sosa |  |

| 30 de agosto Chave 7 | Atlético de Rafaela  | 1 — 0     | Defensores de Belgrano | Rafaela                                         |  |
| 21:30 (UTC−3)        | - Claudio Bieler 66' | Relatório |                        | Estádio: Nuevo Monumental Árbitro: Juan Pafundi |  |

| 4 de novembro Chave 6 | Quilmes          | 1 — 0     | Gimnasia y Esgrima (M) | Vicente López                                           |  |
| 13:00 (UTC−3)         | - Martín Río 83' | Relatório |                        | Estádio: Ciudad de Vicente López Árbitro: José Carreras |  |

### Segunda fase doTorneo"Reducido" pelo segundo acesso àPrimera División
| Chave | Equipe 1          | Agregado | Equipe 2             | Jogo 1 | Jogo 2 |
| ----- | ----------------- | -------- | -------------------- | ------ | ------ |
| 1     | Almirante Brown0  | 1 — 1    | 0Ferro Carril Oeste  | 1 — 1  | 0 — 0  |
| 2     | Deportivo Maipú0  | 3 — 2    | 0Temperley           | 1 — 2  | 2 — 0  |
| 3     | Quilmes0          | 1 — 2    | 0Deportivo Riestra   | 1 — 1  | 0 — 1  |
| 4     | Estudiantes (RC)0 | 0 — 0    | 0Atlético de Rafaela | 0 — 0  | 0 — 0  |

| 5 de novembro | Temperley                                | 2 — 1     | Deportivo Maipú         | Temperley                                           |  |
| 16:00 (UTC−3) | - Facundo Krüger 54' - Rodrigo Mazur 61' | Relatório | - Santiago González 68' | Estádio: Alfredo Beranger Árbitro: Sebastián Zunino |  |

| 5 de novembro | Ferro Carril Oeste  | 1 — 1     | Almirante Brown      | Buenos Aires                                                |  |
| 18:00 (UTC−3) | - Claudio Mosca 80' | Relatório | - Nazareno Bazán 46' | Estádio: Arquitecto Ricardo Etcheverry Árbitro: Yamil Possi |  |

| 7 de novembro | Deportivo Riestra   | 1 — 1     | Quilmes          | Buenos Aires                                        |  |
| 15:30 (UTC−3) | - Lázaro Romero 59' | Relatório | - Martín Río 67' | Estádio: Guillermo Laza Árbitro: Sebastián Martínez |  |

| 8 de novembro | Atlético de Rafaela | 0 — 0     | Estudiantes (RC) | Rafaela                                           |  |
| 21:05 (UTC−3) |                     | Relatório |                  | Estádio: Nuevo Monumental Árbitro: Carlos Córdoba |  |

| 11 de novembro | Almirante Brown | 0 — 0     | Ferro Carril Oeste | Isidro Casanova                                             |  |
| 16:15 (UTC−3)  |                 | Relatório |                    | Estádio: Fragata Presidente Sarmiento Árbitro: Jorge Baliño |  |

| 12 de novembro | Deportivo Maipú                               | 2 — 0     | Temperley | Maipú                                                  |  |
| 15:15 (UTC−3)  | - Santiago González 38' - Rubens Sambueza 82' | Relatório |           | Estádio: Omar Higinio Sperdutti Árbitro: Darío Herrera |  |

| 13 de novembro | Quilmes | 0 — 1     | Deportivo Riestra    | Quilmes                                                         |  |
| 19:00 (UTC−3)  |         | Relatório | - Jonatan Goitía 80' | Estádio: Centenario Ciudad de Quilmes Árbitro: Luis Lobo Medina |  |

| 13 de novembro | Estudiantes (RC) | 0 — 0     | Atlético de Rafaela | Río Cuarto                                                            |  |
| 21:05 (UTC−3)  |                  | Relatório |                     | Estádio: Estádio de Río Cuarto–Antonio Candini Árbitro: Pablo Giménez |  |

### Semifinal doTorneo"Reducido" pelo segundo acesso àPrimera División
| Chave | Equipe 1         | Agregado      | Equipe 2           | Jogo 1 | Jogo 2 |
| ----- | ---------------- | ------------- | ------------------ | ------ | ------ |
| 1     | Almirante Brown0 | 0 — 4         | 0Deportivo Riestra | 0 — 2  | 0 — 2  |
| 2     | Deportivo Maipú0 | 1 — 1 (m. c.) | 0Estudiantes (RC)  | 0 — 0  | 1 — 1  |

| 20 de novembro | Deportivo Riestra                       | 2 — 0     | Almirante Brown | Buenos Aires                                 |  |
| 17:00 (UTC−3)  | - Eric Tovo 57' - Gustavo Fernández 64' | Relatório |                 | Estádio: Guillermo Laza Árbitro: Ariel Penel |  |

| 26 de novembro | Almirante Brown | 0 — 2     | Deportivo Riestra                          | Isidro Casanova                                              |  |
| 17:00 (UTC−3)  |                 | Relatório | - Jonatan Goitía 24' - Nicolás Dematei 74' | Estádio: Fragata Presidente Sarmiento Árbitro: Pablo Giménez |  |

| 22 de novembro | Estudiantes (RC) | 0 — 0     | Deportivo Maipú | Río Cuarto                                                             |  |
| 19:00 (UTC−3)  |                  | Relatório |                 | Estádio: Estádio de Río Cuarto–Antonio Candini Árbitro: Nazareno Arasa |  |

| 26 de novembro | Deportivo Maipú         | 1 — 1     | Estudiantes (RC)         | Maipú                                                     |  |
| 17:00 (UTC−3)  | - Luciano Herrera 90+5' | Relatório | - Guillermo Villalba 43' | Estádio: Omar Higinio Sperdutti Árbitro: Nicolás Lamolina |  |

### Final doTorneo"Reducido" pelo segundo acesso àPrimera División
| \| 2 de dezembro \| Deportivo Riestra \| 1 — 0 \| Deportivo Maipú \| Córdoba \| \| \| 17:00 (UTC−3) \| - Gustavo Fernández 61' \| Relatório \| \| Estádio: Monumental de Alta Córdoba Árbitro: Darío Herrera \| \| Deportivo Riestra promovido à Liga Profissional de 2024. |                         |           |                 |                                                            |  |
| 2 de dezembro | Deportivo Riestra       | 1 — 0     | Deportivo Maipú | Córdoba                                                    |  |
| 17:00 (UTC−3) | - Gustavo Fernández 61' | Relatório |                 | Estádio: Monumental de Alta Córdoba Árbitro: Darío Herrera |  |

## Premiação
| Primera Nacional de 2023 Segunda Divisão do Campeonato Argentino de Futebol     |
| ------------------------------------------------------------------------------- |
| Em disputa Campeão (? título da Primera Nacional) (? título da segunda divisão) |